# Henri Becquerel
Pour les articles homonymes, voir Becquerel (homonymie).
Pour les autres membres de la famille, voir Famille Becquerel.
Antoine Henri Becquerel, né le 15 décembre 1852 dans l'ancien 12e arrondissement de Paris et mort le 25 août 1908 au Croisic, est un physicien français. Il découvre la radioactivité en 1896 et il est lauréat du prix Nobel de physique de 1903 (partagé avec Marie et Pierre Curie).
C'est en son honneur que l'unité d'activité a été appelée le becquerel (Bq).

## Biographie
Son père, Alexandre Edmond Becquerel, et son grand-père, Antoine Becquerel, étaient des physiciens, professeurs au muséum national d'histoire naturelle de Paris. Il naît même dans ces bâtiments, tout comme son père  avant lui.
Il effectue ses études au lycée Louis-le-Grand. En 1872, il entre à l'École polytechnique, puis en 1874 obtient l'école d'application des Ponts et Chaussées.
En 1874, il se marie avec Lucie Jamin, fille de Jules Jamin, un de ses professeurs de physique à l'École polytechnique, avec qui il a un fils, Jean (1878-1953). En 1890, devenu veuf, il épouse en secondes noces Louise Lorieux (1864-1945), fille d'Edmond Lorieux, inspecteur général des Mines, et nièce du vice-président du Conseil général des ponts et chaussées.
Il obtient son diplôme d'ingénieur en 1877, et s'oriente vers la recherche. Ses premiers travaux concernent l'optique, puis il s'oriente à nouveau à partir de 1875 vers la polarisation. En 1883, il étudie le spectre infrarouge des vapeurs métalliques, avant de se consacrer, en 1886, à l'absorption de la lumière par les cristaux. Il finit par soutenir sa thèse de doctorat en 1888 (Recherches sur l'absorption de la lumière).
L'année suivante, il est élu à l'Académie des sciences, comme son père et son grand-père l'avaient été avant lui. Après la mort de son père en 1892, il poursuit son travail et finit par entrer comme professeur à l'École polytechnique en 1895, où il succède à Alfred Potier.
En 1896, Becquerel découvre la radioactivité de manière inattendue, alors qu'il fait des recherches sur la fluorescence des sels d'uranium. Sur une suggestion d'Henri Poincaré, il chercha à déterminer si ce phénomène était de même nature que les rayons X, produits artificiellement par un tube de Crookes. C'est en observant une plaque photographique mise en contact avec le matériau qu'il s'aperçoit qu'elle est impressionnée même lorsque le matériau n'a pas été soumis à la lumière du Soleil : le matériau émet son propre rayonnement sans nécessiter une excitation par de la lumière. Ce rayonnement fut baptisé hyperphosphorescence. Il annonce ses résultats le 2 mars 1896. Cette découverte lui vaut la médaille Rumford en 1900.

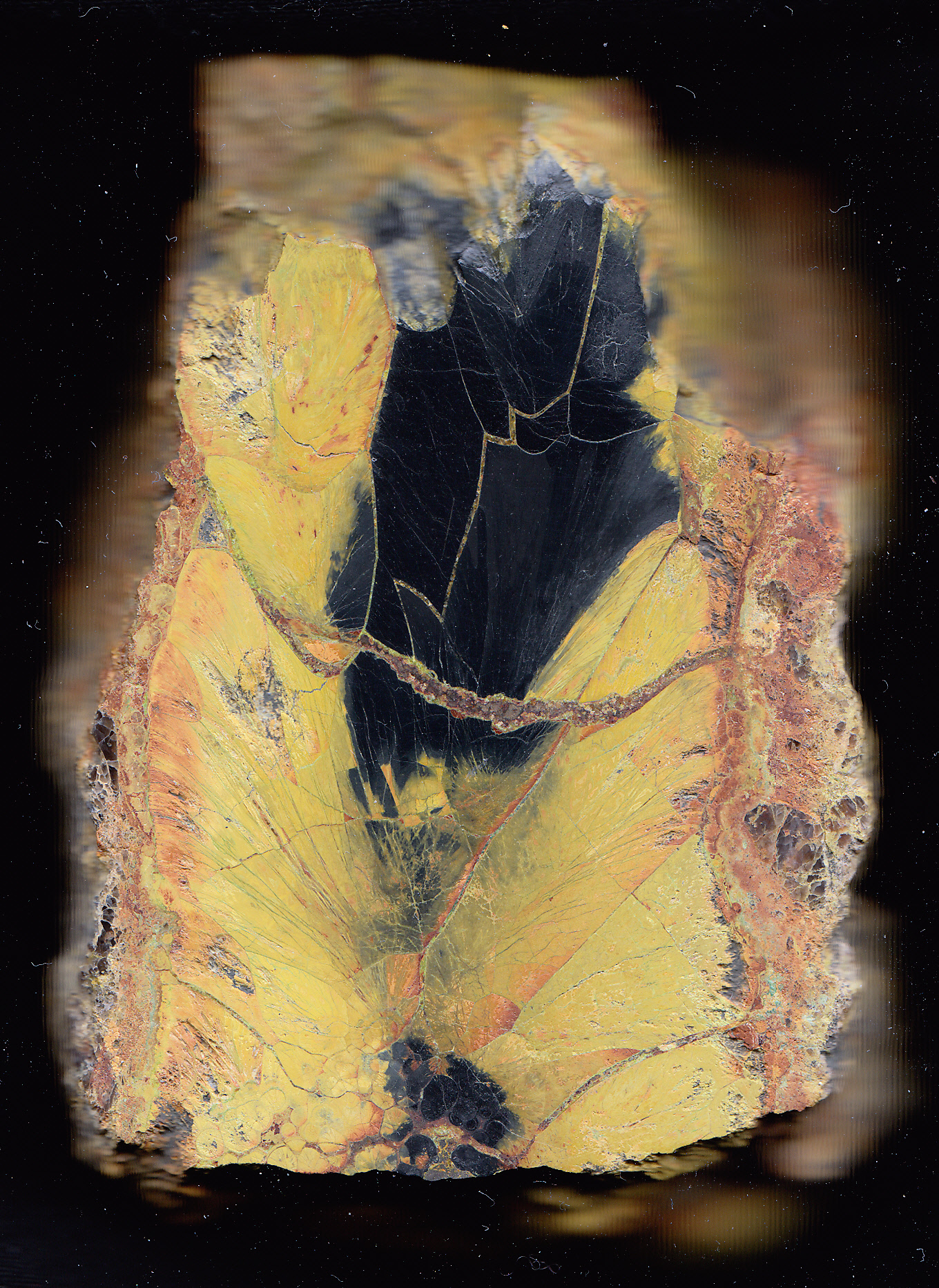
Section polie de pechblende.

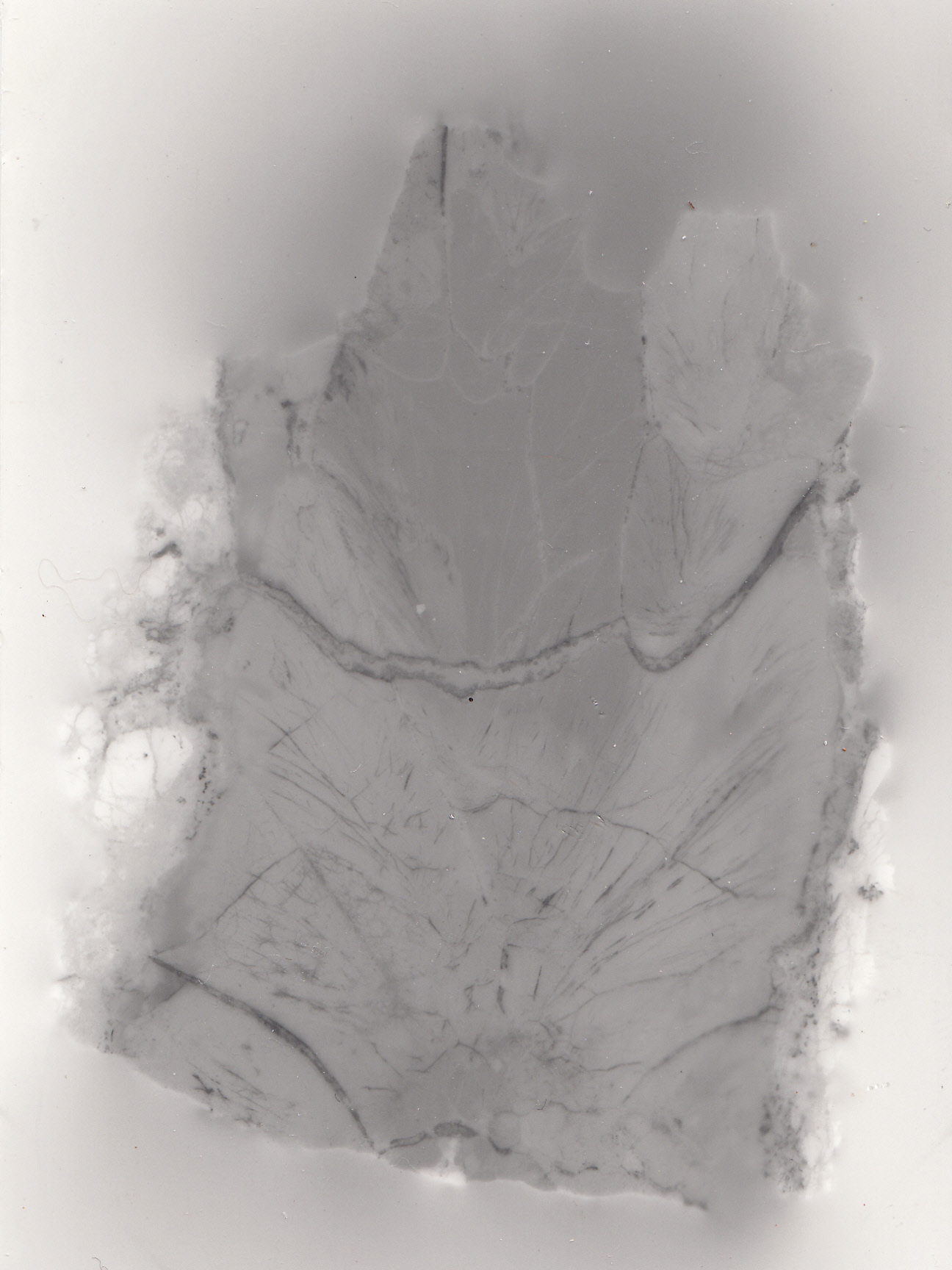
Papier photographique impressionné par le rayonnement de la pechblende.

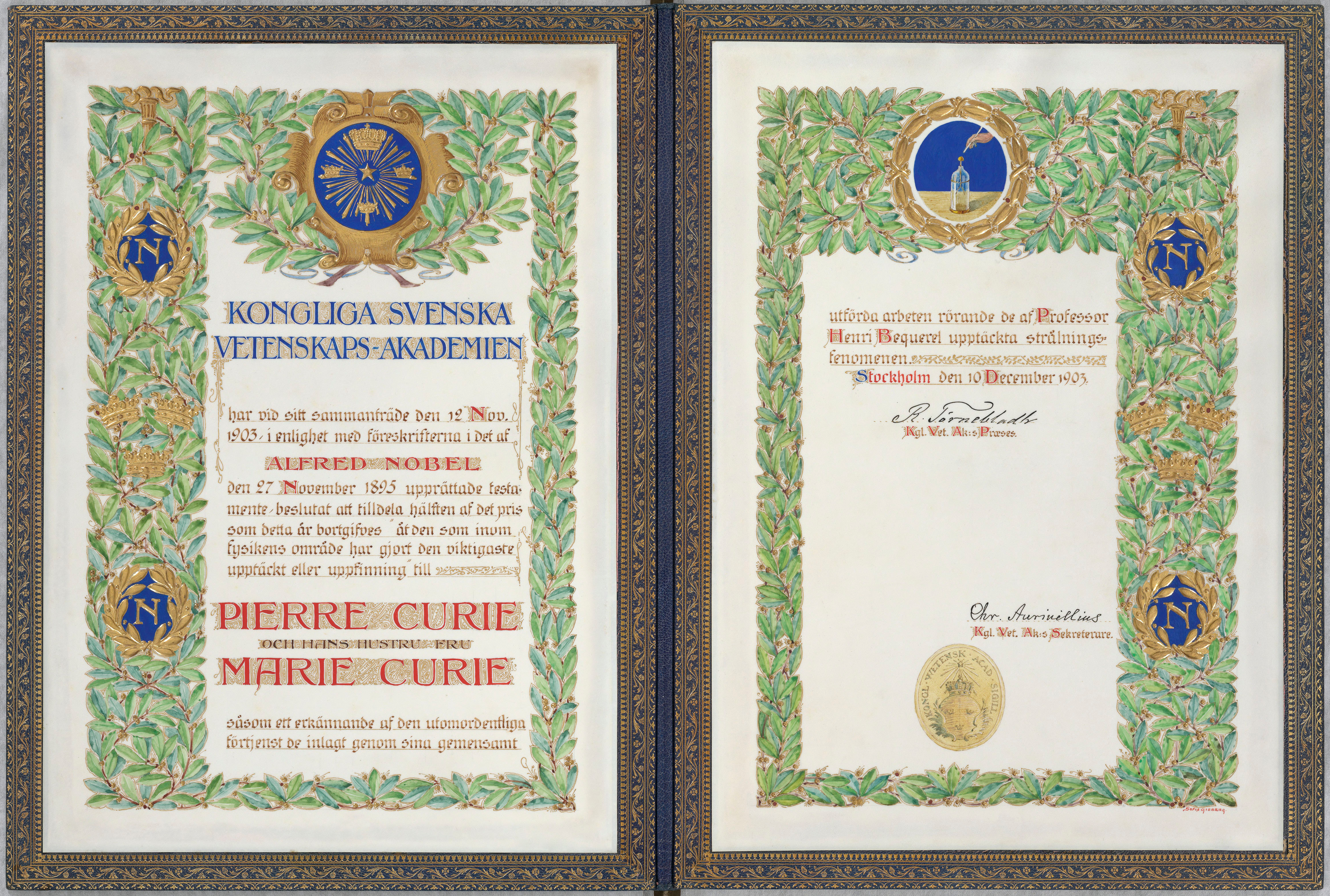
Le diplôme de prix Nobel de physique 1903 attribué pour moitié à Pierre et Marie Curie, pour moitié à Henri Becquerel. Son nom figure dans le texte de la récompense remise au couple.

En 1897, Marie Curie choisit ce sujet pour sa thèse de doctorat. Elle révèle les propriétés ionisantes de ce rayonnement puis, avec son époux Pierre Curie, découvre les éléments chimiques qui en sont à l'origine. Elle rebaptise cette propriété radioactivité.
En 1903, après la découverte du polonium et du radium par Marie et Pierre Curie, Becquerel reçoit la moitié du prix Nobel de physique (l'autre moitié est remise aux époux Curie) « en reconnaissance des services extraordinaires qu'il a rendus en découvrant la radioactivité spontanée ». En 1908, il devient membre étranger de la Royal Society. Il meurt quelque temps plus tard, au manoir de Pen Castel, propriété que sa belle-famille, les Lorieux, possédait au Croisic.

## Œuvres
- Notice sur Charles-François de Cisternai Du Fay, physicien, intendant du Jardin royal des Plantes (1698-1739),1893
- Leçon d'ouverture du cours de physique appliquée à l'histoire naturelle, au Muséum. Principaux travaux des anciens professeurs, 1892
- Recherches sur l'absorption de la lumière (Gauthier-Villars, Paris), 1888. Texte en ligne sur LillOnum

## Famille
- Antoine Becquerel (1788-1878), marié en 1813 avec Cécile Aimée Darlu (1794-1883)
  - Louis Alfred Becquerel (1814-1862), médecin,
  - Anne Pauline Becquerel (1816-1871)
  - Edmond Becquerel (1820-1891), marié en 1851 avec Aurélie Quénard (1829-1890),
    - Henri Becquerel (1852-1908), découvreur de la radioactivité naturelle en février 1896[5], prix Nobel de physique en 1903 avec Pierre et Marie Curie[6], marié en premières noces en 1877 avec Lucie Zoé Jamin (1857-1878), fille de Jules Jamin, et en secondes noces en 1890 avec Louise Désirée Lorieux (1864-1945), fille d'Edmond Lorieux,
      - Jean Becquerel (1878-1953), physicien, membre de l'Académie des Sciences

    - André Paul Becquerel (1856-1904), agriculteur
      - Paul Becquerel (1879-1955), physiologiste, professeur de botanique

## Postérité
L'unité physique de la radioactivité, le becquerel (Bq), est nommée en son honneur.
En 1999, le Laboratoire national Henri Becquerel (LNHB) est créé de la fusion du LMRI (Laboratoire de mesure des rayonnements ionisants)  et du LPRI (Laboratoire primaire des rayonnements ionisants), au sein du Commissariat à l'énergie atomique et aux énergies alternatives (CEA), sous la coordination du Laboratoire national de métrologie et d'essais (LNE).

#### Bases de données et dictionnaires
- Ressources relatives à la recherche :   - Atomic Heritage Foundation
  - La France savante
  - Persée
- Ressources relatives aux beaux-arts :   - British Museum
  - RKDartists
- Ressource relative à la santé :   - Bibliothèque interuniversitaire de santé
- Ressource relative à la vie publique :   - base Léonore
- Ressource relative à la bande dessinée :   - Comic Vine
- Ressource relative à la musique :   - MusicBrainz
- Notices dans des dictionnaires ou encyclopédies généralistes :   - Britannica
  - Brockhaus
  - Den Store Danske Encyklopædi
  - Deutsche Biographie
  - Enciclopedia De Agostini
  - Gran Enciclopèdia Catalana
  - Hrvatska Enciklopedija
  - Internetowa encyklopedia PWN
  - Nationalencyklopedin
  - Proleksis enciklopedija
  - Store norske leksikon
  - Treccani
  - Universalis
  - Visuotinė lietuvių enciklopedija
- Notices d'autorité :   - VIAF
  - ISNI
  - BnF (données)
  - IdRef
  - LCCN
  - GND
  - Italie
  - Japon
  - Pays-Bas
  - Pologne
  - Israël
  - NUKAT
  - Catalogne
  - Suède
  - Vatican
  - Australie
  - Tchéquie
  - Portugal
  - WorldCat